# Stazione di San Biagio di Callalta
La stazione di San Biagio di Callalta è una stazione a servizio del comune di San Biagio di Callalta.

## Storia
Il fabbricato viaggiatori dal settembre 2016 è sede del World Police Museum, unico museo di polizie al mondo ospitato in una stazione ferroviaria. Offre una grande panoramica sulle dotazioni, le uniformi, i cappelli ed i cimeli storici delle polizie di tutto il mondo con particolare riguardo alla Polizia di Stato italiana. È gestito dalla sezione italiana della National Police Defense Foundation, associazione no profit di Forze dell'Ordine.

## Movimento
La stazione è servita da treni regionali svolti da Trenitalia nell'ambito del contratto di servizio stipulato con le regioni interessate.

## Servizi
È presente una pensilina per i passeggeri.

## Interscambi
Autoservizi La Marca.